# Architaenioglossa
Architaenioglossa zijn een informele taxonomische groep van weekdieren (Mollusca) die behoren tot de slakken (Gastropoda). De groep bestaat hoodzakelijk uit land- en zoetwaterslakken.

## Kenmerken
Alle Architaenioglossa ademen door kieuwen en hebben een operculum.

## Superfamilies
- Ampullarioidea
- Cyclophoroidea
- Viviparoidea